# Gandai
Gandai é uma cidade e uma nagar panchayat no distrito de Rajnandgaon, no estado indiano de Chhattisgarh.

## Geografia
Gandai está localizada a 21° 40′ N, 81° 06′ L. Tem uma altitude média de 328 metros (1076 pés).

## Demografia
Segundo o censo de 2001, Gandai tinha uma população de 11.862 habitantes. Os indivíduos do sexo masculino constituem 50% da população e os do sexo feminino 50%. Gandai tem uma taxa de literacia de 58%, inferior à média nacional de 59,5%: a literacia no sexo masculino é de 69% e no sexo feminino é de 47%. Em Gandai, 17% da população está abaixo dos 6 anos de idade.